# Данијел Калуја
Данијел Калуја (енгл. Daniel Kaluuya; рођен 24. фебруара 1989. у Лондону) британски је глумац најпознатији по улози у филму Бежи!, која му је донела номинације за бројне награде, укљујући Оскар, Златни глобус, Награду Удружења филмских глумаца и награду БАФТА за најбољег глумца у главној улози.

## Филмографија
| Улоге на филму      |                                        |               |                              | |
| Година              | Српски назив                           | Изворни назив | Улога                        | Напомена |
| 2006.               | Упуцајте гласника                      |               | Рис                          | |
| 2008.               | Кас                                    |               | Кас као младић               | |
| 2010.               | Причаоница                             |               | Мо                           | |
| 2011.               | Џони Инглиш: Поново рођен              |               | специјални агент Колин Такер | |
| 2013.               | Добро дошли у замку                    |               | Јука                         | |
| 2013.               | Фајтер 2                               |               | Црна Смрт                    | |
| 2015.               | Сикарио                                |               | Реџи Вејн                    | |
| 2017.               | Бежи!                                  |               | Крис Вашингтон               | Награда Бостонског друштва филмских критичара за најбољег глумца у главној улози номинација - Оскар за најбољег глумца у главној улози номинација - Златни глобус за најбољег главног глумца у играном филму (мјузикл или комедија) номинација - БАФТА за најбољег глумца у главној улози номинација - БАФТА за будућу звезду номинација - Награда Удружења филмских глумаца за најбољег глумца у главној улози номинација - Награда Удружења филмских глумаца за најбољу филмску поставу номинација - Награда Удружења телевизијских филмских критичара за најбољег глумца у главној улози номинација - Награда Спирит за најбољег глумца у главној улози номинација - МТВ филмска награда за најбољу улогу номинација - МТВ филмска награда за најбољи филмски дуо (са Лил Рел Хауеријем) |
| 2018.               | Црни Пантер                            |               | В'Каби                       | |
| 2018.               | Удовице                                |               |                              | |
| 2022.               | Не                                     |               | Џејмс Хејвуд                 | |
| 2023.               | Спајдермен: Путовање кроз спајдер-свет |               | Хобарт Браун / Спајдерпанк   | глас |
| Улоге на телевизији |                                        |               |                              | |
| 2007–2009           | Скинс                                  |               | Пош Кенет                    | 11 епизода |
| 2009.               | Доктор Ху                              |               | Баркли                       | епизода: |
| 2011.               | Црно огледало                          |               | Бинг                         | епизода: |